# Гродзисько (Підкарпатське воєводство)
Гродзисько (пол. Grodzisko) — село в Польщі, у гміні Стрижів Стрижівського повіту Підкарпатського воєводства.
Населення — 1058 осіб (2011).
У 1975-1998 роках село належало до Ряшівського воєводства.

## Демографія
Демографічна структура станом на 31 березня 2011 року:
|          | Загалом | Допрацездатний вік | Працездатний вік | Постпрацездатний вік |
| -------- | ------- | ------------------ | ---------------- | -------------------- |
| Чоловіки | 533     | 124                | 358              | 51                   |
| Жінки    | 525     | 122                | 298              | 105                  |
| Разом    | 1058    | 246                | 656              | 156                  |